# Москва (річка)
Москва́ (рос. Москва, зазвичай Москва-ріка, рос. Москва-река) — річка в Центральній Росії, у Московський і частково Смоленський областях, ліва притока Оки (басейн Волги). Довжина 502 км, сточище 17 600 км². Має виток у Старковському болоті на схилі Смоленсько-Московської височини. Витік її називався «Москворіцька Лужа». У верхній течії (16 км від витоку) перетинає Смоленську область, проходячи через Михальовське озеро (на думку деяких, звідси і починається власне Москва-ріка). Впадає в Оку біля міста Коломна. Загальне падіння від витоку до гирла становить 155,5 м.

## Етимологія
Існують кілька основних гіпотез походження назви річки: балтійська, слов'янська, фінська.
Найпереконливішою вважається балтійська етимологія, детально розроблена В. М. Топоровим. Відоме, що район сучасної Москви лежав у східній частині розселення балтійського племені голядь, окрім того, на основі матеріалу балтійських мов з великою часткою ймовірності тлумачаться багато інших гідронімів Московської області. Згідно з нею, реконструйовані давні форми гідроніма: Mask-(u)va, Mask-ava чи Mazg-(u)va, Mazgava, що мають значення «дещо багнисте, сльотаве, мокре, в'язке, рідке, драглисте». Оскільки в межах стародавнього міста Москви такий привід дали два місця — простір на низинних берегах річки Неглинки та особливо простір навпроти Кремля, за Москвою-рікою, що заливали весною водою, яка не висихала до середини літа, утворюючи цим болотисту місцевість. Нагадуванням про багнисті береги є і назва острова Балчуг (з тюркського — «Болото»). У фольклорі зафіксоване й сполучення Москва-рѣка, Смородина (трапляється в одній з поезій у збірці Кирші Данилова), де означення «Смородина» могло бути пов'язане зі смердючістю, смородом, який йшов від річки. Окрім того, назву зі значенням «багниста» річка могла отримати й у своїй найверхній течії — там, де вона витікає з болота Москворіцька Лужа. Проте, існує й інше тлумачення реконструйованих балтійських форм: аналогічно тому, як слов'янський корінь в'яз- означає не тільки багнистість (в'язнути), але й звивистість (в'язати, зав'язувати), таке ж двоїсте значення має і балтійський корінь mazg- (лит. mazgati — «мити», але mãzgas — «вузол»). Тому припускається і значення «звивиста», тим більш, що це підтверджується гідрографією: у межах міста коефіцієнт звивистості річки становить 2,2 (75 км довжини при 34 км відстані по прямій), на ділянці Лужники-Нагатіно він дорівнює 3,4 (14,4 і 4,2 км відповідно). Тільки в межах міста Москви річка Москва робить 11 великих звивистих петель (не менше звивиста р. Москва у своїх верхів'ях, поблизу Можайська, і в середній течії, близько Звенигорода).
Слов'янська етимологія підтримана або розроблена С. П. Обнорським, Г. А. Ільїнським, П. Я. Черних, Т. Лер-Сплавінським, М. Фасмером. Згідно зі слов'янською гіпотезою, корінь *mosk- в праслов'янській мові означав «в'язкий, топкий» або «болото, вогкість, волога, рідина», причому існували паралельні дублетні утвори *mozg- і *mosk-. Те, що корінь Моск- за своїм значенням пов'язаний з поняттям «волога», підтверджується вживанням його в інших слов'янських і балтійських мовах: у словацькій мові зустрічається загальний іменник moskva, що означає «вологий хліб в зерні» або «хліб, зібраний з полів в дощову погоду»; в литовській мові існує дієслово mazgóti «мити, полоскати», а в латиській мові — дієслово mazgāt, що означає «мити». У сучасній російській мові цей корінь представлений словом промозглый — «сирий», «вогкий» (про погоду). У слов'янському ареалі відомо безліч гідротопонімов з цим коренем:
- Назва річок Мозгава і Москава в Польщі;
- Московиця[be] (або Московка) — озеро і річка, притока Березини;
- річка Москва (нині Сільський Потік) — притока Тиси в Рахівському районі Закарпаття, Україна;
- Струмок Московець;
- Село Московець в Болгарії;
- Численні балки Московки в Україні;
- річка Маска[be] в Мінській області, Білорусь.

Слабким місцем слов'янської гіпотези є те, що така велика річка навряд чи могла залишатися безіменною до приходу в ці землі слов'янських племен на межі I і II тисячоліть нашої ери.
Як вважають дослідники, слово «Москва» належало раніше до давньоруського типу відмінювання на *-ū-, називний відмінок якого закінчувався на -ы. Наприклад, *бры (суч. брова), боукы (суч. буква), *кры (суч. кров), любы (суч. любов), свекры (суч. свекруха), цьркы (суч. церква) і ін. Таким чином, найдавнішою формою топоніма мала бути незасвідчена в писемних пам'ятках форма *Москы. Уже в дуже ранню епоху форма називного відмінка даного типу відмінювання витіснилася формою знахідного. Для цієї стадії є засвідчені форми колишнього знахідного відмінка «Москъвь» і «Московь» (пор. перша згадка про Москву в Іпатіївському літопису рече приди ко мнѣ брате въ Московъ), звідки в іноземних мовах виникли назви типу англ. Moscow, нім. Moskau, фр. Moscou. Надалі тип відмінювання на *-ū- взагалі припинив своє існування: лексеми, які до нього належали, влилися в більш продуктивні типи на *-ĭ- (кров, любов, рос. свекровь) і *-ā- (буква, брова, бруква, смоква, ботва, плотва, церква, морква, свекруха, а також Москва). У цьому випадку прикінцеве -ва тлумачиться як пізніше закінчення і не має семантичного сенсу.
Згідно з третьою версією, назва походить з фіно-угорської групи мов. Першу таку версію запропонував історик В. О. Ключевський: в мові комі склад -ва означає «вода», «річка» або «мокрий», а основа моск- — «телиця, корова», отже, «Москва» може означати «коров'яча річка», «річка-годувальниця». За версією С. К. Кузнецова, назва походить від «мерянсько-марійської» мови і означає «ведмежа річка»: слово маскá означає «ведмідь», а ава — «мати, самиця». У «Географічно-статистичному словнику» П. П. Семенова вказувалося, що верхня течія Москви (до болота Москворіцька Лужа) колись називалася «Конопелька». У зв'язку з цим з'явилася ще одна гіпотеза: у мордовській мові коноплі називаються мушка, звідси реконструюють мерянське mosk з тим же самим значенням, отже «Москва» тлумачиться як «Конопляна». Але всі ці теорії не пояснювали, яким чином термін ва з мови комі проник до Волго-Окського Межиріччя. Радянський географ А. П. Афанасьєв, комі за національністю, на основі археологічних і лінгвістичних даних доводив можливість розташування прабатьківщини перм'ян на північній межі лісостепу Східної Європи. Виходячи з цієї гіпотези, він розглядав гідронім «Москва» як поєднання прапермського гідрографічного терміна моск (що має досить багато значень, серед яких «джерело», «витік», «потік», «притока» тощо) і слова ва, що пермською означає «вода, річка». У цілому, назва тлумачилася ним як «притока-річка» (щодо Оки), чи «річка з притокою» (щодо Яузи та інших приток). Назви багатьох значних річок насправді часто утворені від слів зі значеннями «велика річка», «річка», «притока» і тому подібне.
Академік О. І. Соболевський (відомий історично не обґрунтованою іранською етимологізацією гідронімів Півночі), виводив назву «Москва» зі скіфської мови, де вона має означати «сильна гонщиця, мисливиця», що ніби відсилало до швидкої течії річки.
Згідно з книжковою легендою, назва річки походить від імені князя Мосоха, який кочував уздовж неї. Академік Л. С. Берг, перебуваючи під впливом ідей М. Я. Марра, пов'язував гідронім з назвою народу мосхи. Сучасною наукою ці й кілька інших аналогічних наївних версій не визнаються.
У теперішній час загальнопризнаною є думка про первинність гідроніма стосовно назви міста Москва. Певність у цьому існувала здавна: ще в літературній пам'ятці кінця XVI — початку XVII ст. «Повѣсть о зачалѣ Москвы» повідомляється, що великий князь Юрій Володимирович повелів содѣлать малъ деревянъ градъ и прозва его званіємъ Москва-градъ по имени рѣки, текущія подъ нимъ. Проте, в XVII—XVIII існувало кілька «кабінетних» етимологій, які намагалися пояснити назву міста як первинну (їхній огляд наводив І. Є. Забєлін).

## Гідрологія
Живлення снігове (61 %), ґрунтове (27 %) і дощове (12 %). За весняну повінь проходить 65 % річного стоку. Середня багаторічна витрата води у верхній течії (село Барсуки) — 5,8 м³/с, біля Звенигорода — 38 м³/с, у гирлі — 150 м³/с. Стік річки збільшився приблизно вдвічі в 1937 році у зв'язку з введенням в експлуатацію каналу імені Москви. Перекидання волзької води в басейн Москви-ріки йде на обводнення самої річки (проектна кількість — близько 30 кубометрів у секунду, фактична з 2000 р. — 26 кубометрів у секунду), притоки Яузи (за проектом — понад 5 кубометрів у секунду, фактично — менше 2 кубометрів у секунду). Істотна частина волзької води, 30-35 кубометрів у секунду, йде на водоспоживання міста — і потім, після очищення, також скидається в Москву-ріку. У 1978 році з введенням в експлуатацію Вазузької гідросистеми почалося додаткове перекидання стоку Верхньої Волги через річки Вазуза і Руза об'ємом 22 м³/сек.
Річка замерзає в листопаді — грудні, скресає наприкінці березня — квітні. Через скидання теплих вод в межах міста Москви температура води взимку в центрі на 6 °C вище, ніж на окраїнах, і льодостав нестійкий.
Головна водна артерія міста Москви, довжина в межах міста 80 км. Ширина річки в межах міста змінюється від 120 до 200 м, від найвужчої частини біля Кремля до найширшої поблизу Лужників. Прийнято вважати, що швидкість течії річки 0,5 м/с, але практично швидкість течії повністю залежить від гідровузлів, при закритих затворах досягаючи 0,1—0,2 м/с, а при відкритих — 1,5—2 м/с. Глибина на ділянках вище Москви до 3 м, нижче Москви досягає 6 м, місцями (вище Перервинського гідровузла) до 14 метрів.

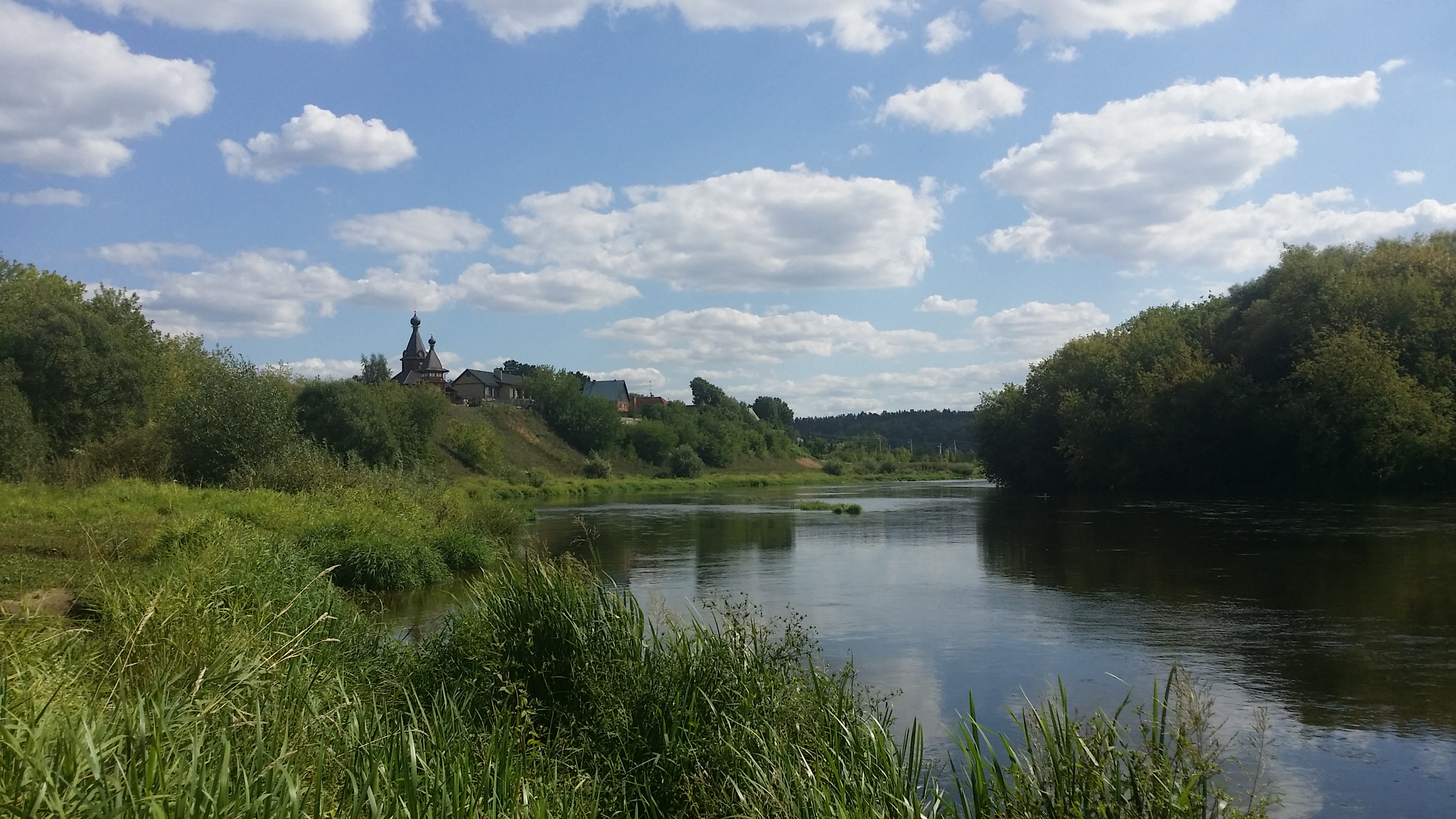
Москва в Одинцовському районі

У верхній течії річка протікає серед моренних пагорбів і сильно меандрує; течія річки швидка, дно піщане. Ширина річки в верхів'ї, до впадіння річки Іночі, — 2-15 м. Нижче впадіння Іночі у річки Москви з'являються тераси і широка заплава. Біля села Дерново річка вливається в Можайське водосховище. Нижче Можайська береги річки стають крутими, місцями обривистими: річка прорізає товщі вапняків. По берегах річки в середній течії — переважно мішані ліси. Біля Звенигорода ширина річки сягає 65 м. Нижче міста Звенигорода долина річки продовжена в юрських глинах, береги більш відлогі, часті зсувні процеси.
До міста Москви річка входить на північному заході в районі Строгіно і виходить з міста на південному сході, перетинаючи МКАД біля Бесєдінських мостів. В межах Москви річка робить шість великих закрутів, в основі трьох з них прориті канали, випрямлення (Хорошово, Карамишево, Нагатіно). Нижче міста Москви долина річки значно розширюється, в заплаві з'являються численні старичні озера (їх налічується понад 160), поширені заплавні луки. Поблизу гирла ширина досягає 200 м.

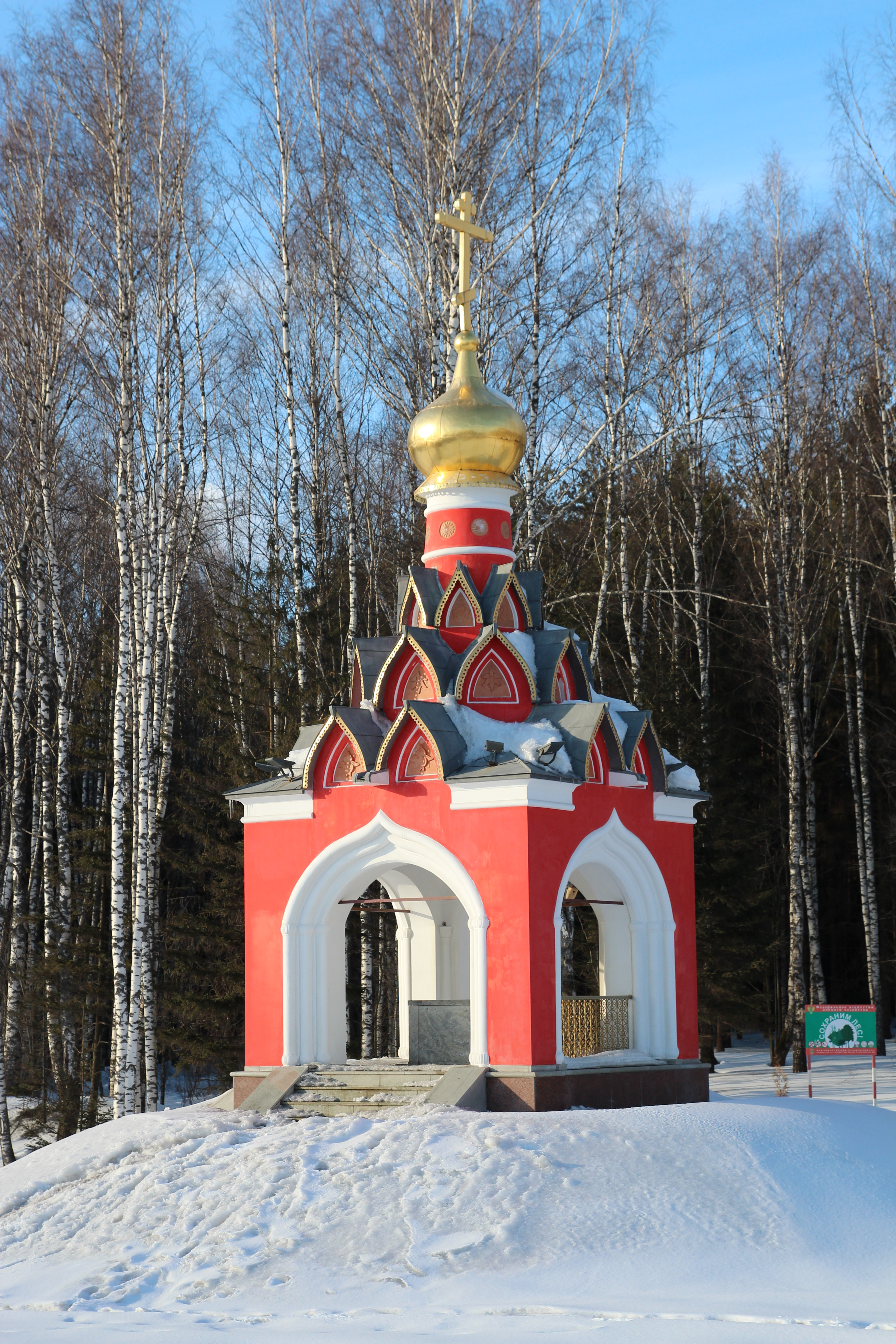
Каплиця на місці здогадного витоку біля автостради «Білорусь»

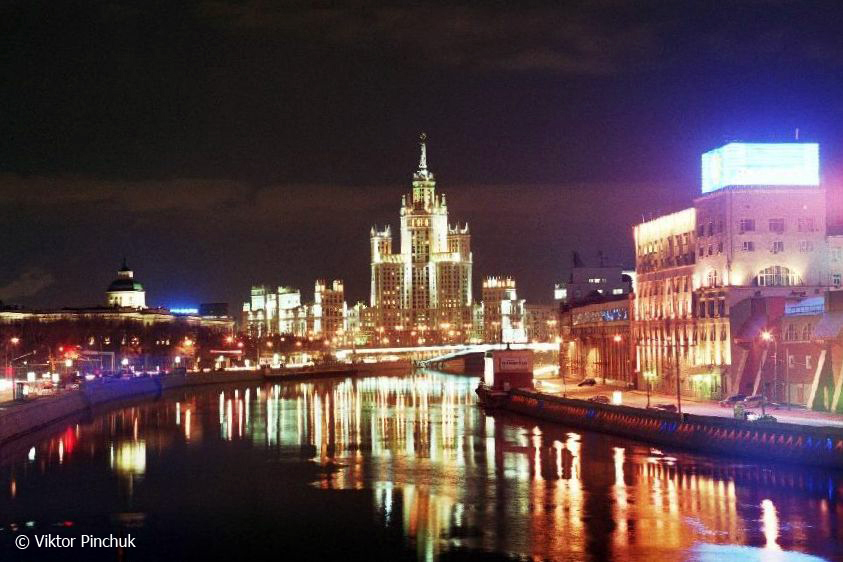
Нічний вид

До спорудження гідротехнічних споруд стік річки був схильний до сильних сезонних змін: влітку її можна було переїхати вбрід, а навесні періодично відбувалися поводі, з максимальним зареєстрованим підйомом рівня до 839 сантиметрів в 1879 році. Рівень річки традиційно відраховувався від «Московського нуля» — позначки біля Данилова монастиря, що має висоту 116 метрів над рівнем Балтійського моря.
Нівелірна марка «7,77 сажня над рівнем Москви» була відновлена у 2004 році в стіні каплиці преподобного князя Данила Московського, поблизу монастиря.
Прозорість води змінюється від 2 метрів взимку (в січні / лютому) до 1 метра навесні (в травні), влітку і восени становлячи близько 1,5 метра.

### Витік
Щодо витоку річки нема одностайної думки. Прийнято вважати, що Москва бере початок у Старковському болоті на схилі Смоленсько-Московської височини біля урочища Старково Можайського району Московської області. Це болото на межі Смоленської і Московської областей іноді називають «Москворіцькою Лужею», а невеликий струмок, що починається в його північній частині, місцеві жителі зовуть Москва-рікою. Джерело струмка, на території Можайського району Московської області, відмічено зведеною в 2004 році каплицею. За 16 км від витоку Москва перетинає межу Смоленської області після проходу через Михальовське озеро, яке деякі фахівці вважають початком річки (розглядаючи струмок не як Москву-ріку, а як річку Коноплянку).

## Притоки
Основні притоки: зліва — Гнилуша, Руза, Яуза, Неглинна, Істра, Нерська, справа — Жужа, Городня, Сетунь, Коломенка, Сєверка, Пахра. До басейну річки Москви належить 362 річки і понад 500 струмків. Найбільші з приток у межах міста Москви (після Яузи, Неглинної, Сетуні і Городні): Сходня, Нищенка з Пономаркою (Чурилихою), Хімка, Котловка, Чура, Таракановка, Пресня, Філька.

### Список приток
(відстань від гирла)
- 7 км: Коломенка (пр)
- 16 км: Сєверка (пр)
- 17 км: Велегушка (лв)
- 22 км: Мезенка (Лук'яновка) (лв)
- 27 км: Семиславка (лв)
- 31 км: Медведка (лв)
- 43 км: Нерська (лв)
- 44 км: Отра (пр)
- 80 км: Велинка (пр)
- 85 км: Гжелка (лв)
- 94 км: Хрипань (?)
- 103 км: Биковка (лв)
- 110 км: Пехорка (лв)
- 120 км: Пахра (пр)
- 141 км: Городня (пр)
- 157 км: Нищенка (Гравороновка) (лв)
- 174 км: Яуза (лв)
- 184 км: Сетунь (пр)
- 214 км: канал імені Москви (лв)
- 214,8 км: Хімка (лв)
- 218 км: Сходня (лв)
- 223 км: Банька (лв)
- 226 км: Куриця (лв)
- 233 км: Чаченка (пр)
- 234 км: Вороний Брід (лв)
- 236 км: Саминка (пр)
- 243 км: Медвенка (пр)
- 245 км: Липка (лв)
- 247 км: Істра (лв)
- 257 км: Вязьомка (пр)
- 277 км: Нахавня (пр)
- 282 км: Сторожка (л)
- 284 км: Островка (?)
- 292 км: Дубешня (лв)
- 293 км: Малодєльня (лв)
- 296 км: Жуковка (лв)
- 298 км: Сетунь (пр)
- 342 км: Руза (лв)
- 344 км: Єлиця (пр)
- 358,3 км: Іскона (лв)
- 358,6 км: Вєдомка (пр)
- 363 км: Палевка (лв)
- 386 км: Колоч (пр)
- 404 км: Лусянка (пр)
- 415 км: Іноч (Іноча) (лв)
- 419 км: Пісочня (лв)
- 427 км: Замошня (лв)
- 434 км: Зароченка (Зарічка) (лв)

## Населені пункти
На Москві-ріці стоять міста: Можайськ, Звенигород, Красногорськ, Москва, Дзержинський, Литкаріно, Жуковський, Бронниці, Воскресенськ, Коломна.
Серед найвідоміших сіл на березі річки — Коломенське (нині — музей на території Москви), Остров, Убори, Бесєди, Соф'їно.

## Судноплавство
Москва-ріка судноплавна на 210 км від гирла, до Рубльовської греблі. Навігація зазвичай триває з середини квітня до середини листопада. На річці розташовані Південний річковий порт і Південний річковий вокзал, а на Хімкинському водосховищі (технічно не на Москві-ріці) — Північний річковий порт і Північний річковий вокзал. Також колись функціонував Західний річковий порт.
За радянських часів по Москві-ріці проходила транспортна лінія Москва-Горький. Найвідомішим туристичним маршрутом була «Московська кругосвітка»: Московський Південний річковий вокзал — Ока-Горький-Волга-Канал ім. Москви — Північний річковий вокзал. Пасажирські пароплави проходили між північним і південним річковими вокзалами по центру Москви. З 2000-х років по Москві виконуються тільки круїзи. Основні маршрути: Москва-Константиново-Москва, «Московська кругосвітка», і іноді інші варіанти. На Москві через обмеження габаритів шлюзів і глибини працюють тільки теплоходи проекту 305, круїзна навігація здійснюється в травні-червні, поки на Оці достатня глибина. Після 2015 року, після реконструкції Кузьмінського гідровузла на Оці, круїзи стали проходити протягом всієї навігації. По центру міста Москви пройти вони не можуть через малу висоту мостів.
У межах Москви розташовано понад 40 пасажирських причалів, внутрішньоміський пасажирський рух по Москві-річці відбувається на трьох незалежних ділянках, лише один з яких (Новоспаський міст — Київський вокзал) працює протягом всієї навігації. Прогулянкові теплоходи курсують з середини квітня до другої половини жовтня, коли у зв'язку з сезонним погіршенням погоди пасажиропотік істотно скорочується. З 2009 року компанією «Флотилія Редіссон Ройал» пущена в експлуатацію цілорічна лінія, обслуговувана пасажирськими суднами льодового класу останнього покоління.
Вантажні перевезення (в основному піску та інших будівельних матеріалів) здійснюються суховантажами типів «Ока», «Окський», штовхачами типів «Річковий (Московський)», «Шлюзовий».